# 逆転弁護士ヤブハラ
『逆転弁護士ヤブハラ』（ぎゃくてんべんごしヤブハラ）は、2015年にテレビ東京・BSジャパン共同制作で放送されたテレビドラマシリーズ。全2回。主演は長塚京三。
放送枠は「水曜ミステリー9（第2期）」（第1作）、「水曜エンタ・水曜ミステリー9」（第2作）。
原作は、夏樹静子の「弁護士 朝吹里矢子シリーズ」。これまでは、朝吹里矢子が主人公のシリーズとして制作されてきたが、本作では里矢子の上司・薮原弁護士が主人公である。終盤では、事務所の名前が「藪原法律事務所」から「藪原・朝吹法律事務所」に変更する決定が下される。

## キャスト

### 藪原法律事務所
藪原勇之進
演 - 長塚京三
弁護士。朝吹慎之介の親友。「冷静に、客観的に、俯瞰的に」がモットー。
朝吹里矢子
演 - 黒谷友香
藪原の後輩弁護士。慎之介の娘。
吉村サキ
演 - 高畑淳子（特別出演）
事務員。
風見志朗
演 - 馬場良馬
司法浪人。藪原の甥。

### その他
朝吹慎之介
演 - 御宿このむ（第2作）
里矢子の亡き父。元弁護士。

### ゲスト
第1作「証言拒否」（2015年）
- 大山国浩（刑事） - 金城大和
- 興禅寺住職 - 津野哲郎
- 馬越秋行（憲造の息子） - 平田裕一郎
- 川村朱美（キャバクラ嬢） - 櫂作真帆
- 武居英夫（馬越総合ビル管理 専務取締役） - 中村元則
- 榊（裁判長） - 三輝みきこ
- 中川弘明（馬越総合ビル管理 経理部長） - 島崎義久
- 馬越憲造（被害者・馬越総合ビル管理 社長） - 山路和弘
- 智子の元同僚 - 中島淳子、寺垣美伶
- セレブ妻 - 中谷かつら、ナオミ
- 刑事 - 嶋田彦
- 馬越総合ビル管理 社員 - 市村亮、早田隆成
- 記者 - 佐野優也
- 速記官 - 山本能子
- 検察事務官 - 石嶌弘忠
- 朱美の同僚 - 小田あさ美、杉浦亜衣
- 馬越信也（憲造の弟・馬越総合ビル管理 新社長） - 高橋和也
- 岩井智子（被告人・憲造の内縁の妻） - 高岡早紀
- 土谷佐介（検事） - 西村雅彦

第2作「京都・十七年前の真実」（2015年）
- 田浦道則（週刊新報 記者） - 篠塚勝
- 久保康平（警視庁捜査一課 刑事） - 永倉大輔
- 南田吉之助（末期癌患者） - 江幡高志
- 南田裕也（吉之助の息子） - 俊藤光利
- 池野（亀山店主・潮の高校の同級生） - 曽我廼家寛太郎
- 森本悦郎（居酒屋「山ちゃん亭」店主） - 本郷壮二郎
- 沢田陽司（おでん屋店主・17年前死亡） - 納見俊三千
- 福島庄司（城西警察署捜査一係 刑事） - 市村亮
- 生野美帆（潮の愛人） - 小野麻亜矢
- 沢田房子（沢田の妻） - 宮下順子
- 潮一志（17年前の無罪判決の男） - 長江健次
- 裁判長 - 春延朋也
- 検察官 - 井上浩
- 居酒屋「山ちゃん亭」の客 - 副島龍一
- 黒川充治（不動産会社社長） - 島崎義久
- 医師 - 太田靖則
- 立会裁判官 - 窪園純一
- 南田由美（裕也の妻） - ナオミ
- 看護師 - 北島美香
- リポーター - 上村愛香、辻伊吹
- 目撃者 - 中谷かつら
- 管理人 - 仲義代
- 書記官 - 山本能子
- 捜査一課刑事 - 小池真名実
- 検察事務官 - 奥田圭悟
- 刑事 - 梶間広之
- 沢田（瑤子の息子） - 齋藤絢永
- 平本啓一（介護施設「グッドライフ平本」経営者） - 宮川一朗太
- 沢田瑤子（沢田と房子の娘） - 釈由美子（高校生：野口真緒）

## スタッフ
- 脚本 - 久松真一
- 音楽 - MOKU
- プロデューサー - 瀧川治水（テレビ東京）、不破敏之、桜井卓也、櫻井一葉
- 撮影 - 小林元
- 美術装飾 - 遠藤雄一郎
- 照明 - 椎原教貴
- 編集 - 人見健太郎
- 録音 - 福田伸
- 弁護士監修 - 相川裕（真和総合法律事務所）
- 警察監修 - 屋久哲夫（ウッドオフィス）
- 制作協力 - フレッシュハーツ
- チーフプロデューサー - 橋本かおり（テレビ東京）
- 監督 - 香月秀之
- 製作 - テレビ東京、BSジャパン、PROTX

## エピソードリスト
| 話数 | エピソードタイトル 原作                              | 初回放送日    | 脚本     | 監督     |
| --- | ---------------------------------------------------- | ------------- | -------- | -------- |
| 1 | 証言拒否 『星の証言』収録「証言拒否」                | 2015年2月18日 | 久松真一 | 香月秀之 |
| 大手ビル管理会社、馬越総合ビル管理の社長の馬越憲造が刺殺される。1週間後、第一発見者で被害者の内縁の妻・岩井智子が逮捕される。弁護士の藪原勇之進と朝吹里矢子は、無実を訴える智子の弁護を受けることになる。智子が遺体を発見した直後に出張から予定より早く帰った憲造の弟・馬越信也が証言台に立つが、近親者が刑事訴追を受ける恐れがあるからと証言を拒否する。 |                                                      |               |          |          |
| 2 | 京都・十七年前の真実 「贈る証言－弁護士 朝吹里矢子」 | 2015年10月7日 | 久松真一 | 香月秀之 |
| 妻の三回忌を終えた弁護士・藪原勇之進は、仕事を辞め、妻の故郷である京都で暮らし始めていた。そこへ、弁護士事務所を一緒に開いていた朝吹里矢子から、不動産会社社長殺害容疑で逮捕された男・潮一志が、藪原の弁護を希望しているとの連絡が入る。潮は17年前にも殺害容疑で捕まって起訴されており、当時、藪原が弁護を担当した男だった。                              |                                                      |               |          |          |